# Liste der Straßen, Plätze und Brücken in Hamburg-HafenCity

Lage von HafenCity in Hamburg und im Bezirk Hamburg-Mitte (hellrot)

Die Liste der Straßen, Plätze und Brücken in Hamburg-HafenCity ist eine Übersicht der im Hamburger Stadtteil HafenCity vorhandenen Straßen, Plätze und Brücken. Sie ist Teil der Liste der Verkehrsflächen in Hamburg.

## Überblick
In der HafenCity (Ortsteilnummern 103 und 104) leben 7362 Einwohner (Stand: 31. Dezember 2023) auf 2,2 km². Die HafenCity liegt in den Postleitzahlenbereichen 20457 und 20539.
In der HafenCity gibt es 120 benannte Verkehrsflächen, darunter 15 Plätze und 31 Brücken, ferner 12 Kais, 4 Höfte und einen Park. Im neu erschlossenen Teil sind zahlreiche Verkehrsflächen nach überseeischen Hafenstädten benannt worden.

## Übersicht der Straßen
Die nachfolgende Tabelle gibt eine Übersicht über alle benannten Verkehrsflächen – Straßen, Plätze und Brücken – im Stadtteil sowie einige dazugehörige Informationen. Im Einzelnen sind dies:
- Name/Lage: aktuelle Bezeichnung der Straße, des Platzes oder der Brücke. Über den Link (Lage) kann die Straße, der Platz oder die Brücke auf verschiedenen Kartendiensten angezeigt werden. Die Geoposition gibt dabei ungefähr die Mitte an. Bei längeren Straßen, die durch zwei oder mehr Stadtteile führen, kann es daher sein, dass die Koordinate in einem anderen Stadtteil liegt.
- Straßenschlüssel: amtlicher Straßenschlüssel, bestehend aus einem Buchstaben (Anfangsbuchstabe der Straße, des Platzes oder der Brücke) und einer dreistelligen Nummer.
- Länge/Maße in Metern:

Hinweis: Die in der Übersicht enthaltenen Längenangaben sind nach mathematischen Regeln auf- oder abgerundete Übersichtswerte, die im Digitalen Atlas Nord mit dem dortigen Maßstab ermittelt wurden. Sie dienen eher Vergleichszwecken und werden, sofern amtliche Werte bekannt sind, ausgetauscht und gesondert gekennzeichnet.
Bei Plätzen sind die Maße in der Form a × b bei rechteckigen Anlagen oder a × b × c bei dreiecksförmigen Anlagen mit a als längster Kante dargestellt.
Der Zusatz (im Stadtteil) gibt an, wie lang die Straße innerhalb des Stadtteils ist, sofern sie durch mehrere Stadtteile verläuft.
- Namensherkunft: Ursprung oder Bezug des Namens.
- Datum der Benennung: Jahr der offiziellen Benennung oder der Ersterwähnung eines Namens, bei Unsicherheiten auch die Angabe eines Zeitraums.
- Anmerkungen: Weitere Informationen bezüglich anliegender Institutionen, der Geschichte der Straße, historischer Bezeichnungen, Baudenkmale usw.
- Bild: Foto der Straße oder eines anliegenden Objektes.

| Name/Lage                          | Straßen- schlüssel | Länge/Maße (in Metern) | Namensherkunft | Datum der Benennung               | Anmerkungen | Bild                                              |
| ---------------------------------- | ------------------ | ---------------------- | --- | --------------------------------- | --- | ------------------------------------------------- |
| Alter Wandrahm (Lage)              | A159               | 0310                   | nach den hier tätigen Tuchhändlern | erste Hälfte des 17. Jahrhunderts | Nähere Erläuterungen gibt der Wikipedia-Artikel Wandrahm. | Alter Wandrahm                                    |
| Am Dalmannkai (Lage)               | A671               | 0175                   | nach der Lage am Dalmannkai | 1995                              | | Am Dalmannkai                                     |
| Amerigo-Vespucci-Platz (Lage)      | A734               | 0105 × 85              | Amerigo Vespucci (1451–1512), italienischer Seefahrer und Entdecker                                                                                             | 2013                              | | Amerigo-Vespucci-Platz                            |
| Am Grasbrookpark (Lage)            | A731               | 0210                   | nach der Lage am Grasbrookpark | 2013                              | Fußweg | Am Grasbrookpark                                  |
| Am Hannoverschen Bahnhof (Lage)    | A733               | 0415                   | nach der Lage am ehemaligen Hannoverschen Bahnhof | 2013                              | Fußweg | Am Hannoverschen Bahnhof                          |
| Am Kaiserkai (Lage)                | A701               | 0680                   | nach der Lage am Kaiserkai | 2004                              | | Am Kaiserkai                                      |
| Am Lohsepark (Lage)                | A732               | 0375                   | nach der Lage am Lohsepark | 2013                              | | Am Lohsepark                                      |
| Am Sandtorkai (Lage)               | A326               | 0960                   | nach der Lage am Sandtorkai | 1956                              | | Am Sandtorkai                                     |
| Am Sandtorpark (Lage)              | A709               | 0225                   | nach der Lage am Sandtorpark | 2006                              | | Am Sandtorpark                                    |
| Am Strandkai (Lage)                | A737               | 0085                   | nach der Lage am Strandkai | 2013                              | | Am Strandkai                                      |
| Auf dem Sande (Lage)               | A504               | 0120                   | nach der Beschaffenheit des Geländes | im 16. Jahrhundert                | Das Gebiet war vor 1636 zum Graben von Sand verpachtet. | Auf dem Sande                                     |
| Baakenallee (Lage)                 | B883               | 0920                   | nach der Lage am Baakenhafen | 2013                              | | Baakenallee                                       |
| Baakenhafenbrücke (Lage)           | B886               | 0165                   | nach Lage und Funktion über den Baakenhafen führend | 2013                              | Die Baakenhafenbrücke ist ein Teil der Grandeswerder Straße. | Baakenhafenbrücke                                 |
| Baakenhöft (Lage)                  | B002               | 0                      | nach der Lage am westlichen Ende des Baakenhafens | 1886                              | | Baakenhöft                                        |
| Baakenkai (Lage)                   | B003               | 0100                   | nach der Lage am Baakenhafen | 1848                              | Abgrenzung zwischen Baakenhafenbecken und Amerigo-Vespucci-Platz | Baakenkai                                         |
| Baakenwerder Straße (Lage)         | B004               | 0165                   | nach der früheren Elbinsel Baakenwerder | 1893                              | | Baakenwerder Straße                               |
| Baltimorestraße (Lage)             | B                  | 0220                   | Baltimore, Stadt im US-Bundesstaat Maryland | 2024                              | Die Straße verläuft komplett im Westfield Hamburg-Überseequartier. | Baltimorestraße                                   |
| Bei St. Annen (Lage)               | B191               | 0140 (im Stadtteil)    | zur Erinnerung an die 1869 abgebrochene St. Annenkapelle | 1869                              | lt. Straßen- und Gebietsverzeichnis nur in der HafenCity, lt. Grundkarte nördlicher Teil in Hamburg-Altstadt; der zu Hamburg-Altstadt gehörende Teil befindet sich auf der Kornhausbrücke, die im Zuge der Straße verläuft | Bei St. Annen                                     |
| Billhorner Brücke (Lage)           | –                  | 0030 (im Stadtteil)    | in Anlehnung an die nördlich verlaufende Billhorner Brückenstraße                                                                                               | 1960                              | nördlicher Teil in Rothenburgsort | Billhorner Brücke                                 |
| Brook (Lage)                       | B618               | 0345                   | nach dem ursprünglichen Straßennamen Schiffbauerbrook | 1886                              | ‘‘Brook‘‘ ist der norddeutsche Begriff für einen Bruchwald. | Brook                                             |
| Brooksbrücke (Lage)                | B853               | 0020 (im Stadtteil)    | nach dem Wegenamen „Brook“, zu dem die Brücke seinerzeit führte                                                                                                 | 1870                              | führt heute über den Binnenhafen bzw. den Zollkanal; nördlicher Teil in Hamburg-Altstadt | Brooksbrücke                                      |
| Brooktorkai (Lage)                 | B623               | 0345                   | nach der Lage parallel zum Brooktorhafen | 1865                              | | Brooktorkai                                       |
| Brooktorkaibrücke (Lage)           | –                  | 0020                   | in Anlehnung an die Straße Brooktorkai | 1963                              | | Brooktorkaibrücke                                 |
| Brooktorpromenade (Lage)           | B885               | 0225                   | nach der Lage am Brooktorhafen | 2013                              | Fußweg | Brooktorpromenade                                 |
| Buenos-Aires-Kai (Lage)            | B887               | 0295                   | Buenos Aires, Hauptstadt von Argentinien | 2013                              | | Buenos-Aires-Kai                                  |
| Busanbrücke (Lage)                 | B897               | 0035                   | Busan, Hafenstadt in Südkorea | 2006                              | | Busanbrücke                                       |
| Chicagokai (Lage)                  | C094               | 0225                   | Chicago, Stadt im US-amerikanischen Bundesstaat Illinois | 2006                              | Chicago ist eine von neun Hamburger Partnerstädten. |                                                   |
| Chicagostraße (Lage)               | C098               | 0060                   | in Anlehnung an den Chicagokai | 2013                              | Zurzeit noch in der Entstehung. (Stand April 2025) |                                                   |
| Dalmannkai (Lage)                  | D018               | 0495                   | Johannes Dalmann (1823–1875), Hamburger Wasserbaudirektor | 1875                              | Fußweg | Dalmannkai                                        |
| Dar-es-Salaam-Platz (Lage)         | D285               | 0075 × 60 × 50 × 45    | Dar-es-Salaam, Hafenstadt in Tansania | 2011                              | | Dar-es-Salaam-Platz                               |
| Dienerreihe (Lage)                 | D102               | 0085                   | nach den 1677 für die Bürgermeisterdiener hier errichteten Wohnungen                                                                                            | 1953                              | | Dienerreihe                                       |
| Elbarkaden (Lage)                  | E350               | 0100                   | nach der Lage im Elbtorquartier und in Anlehnung an die Alsterarkaden in Neustadt                                                                               | 2013                              | | Elbarkaden                                        |
| Elbtorpromenade (Lage)             | E349               | 0200                   | nach der Lage im Elbtorquartier | 2013                              | | Elbtorpromenade                                   |
| Ericus (Lage)                      | E205               | 0030                   | nach der ehemaligen Bastion Ericus | 1907                              | Die in den 1630er-Jahren errichtete Bastion wurde nach dem damaligen Ratsherrn Erich Soltow benannt. | Ericus                                            |
| Ericusbrücke (Lage)                | –                  | 0035                   | in Anlehnung an die Straße Ericus | 1907                              | überquert im Zuge der Straße Poggenmühle den Übergang vom Brooktorhafen zum Ericusgraben | Ericusbrücke                                      |
| Ericusspitze (Lage)                | E206               | 0155                   | in Anlehnung an die Straße Ericus | 2010                              | Fußweg | Ericusspitze                                      |
| Freihafenelbbrücke (Lage)          | F213               | 0590 (im Stadtteil)    | nach der Lage und Funktion im ehemaligen Freihafen | 1927                              | südlicher Teil auf dem Kleinen Grasbrook | Freihafen-Elbbrücke                               |
| Gerda-Gmelin-Platz (Lage)          | G499               | 0050 × 45              | Gerda Gmelin (1919–2003), Schauspielerin und Theaterintendantin                                                                                                 | 2013                              | | Gerda-Gmelin-Platz                                |
| Grandeswerder Straße (Lage)        | G498               | 0270                   | nach der ehemaligen dem Grasbrook benachbarten Insel | 2013                              | | Grandeswerder Straße                              |
| Gretchen-Wohlwill-Platz (Lage)     | G500               | 0110 × 30              | Gretchen Wohlwill (1878–1962), Malerin | 2013                              | Zurzeit noch in der Entstehung. (Stand April 2024) |                                                   |
| Großer Grasbrook (Lage)            | G485               | 0525                   | nach der Lage auf dem Grasbrook | 2004                              | | Großer Grasbrook                                  |
| Henning-Voscherau-Platz (Lage)     | H                  | 0070 × 60              | Henning Voscherau (1941–2016), Notar, Erster Bürgermeister von Hamburg                                                                                          | 2019                              | | Henning-Voscherau-Platz                           |
| Holländischbrookfleetbrücke (Lage) | –                  | 0020                   | nach Lage und Funktion im Zuge der Dienerreihe über das Holländischbrookfleet führend                                                                           | 1902                              | | Holländischbrookfleetbrücke                       |
| Holländischer Brook (Lage)         | H574               | 0145                   | nach niederländischen Staatsbürgern, die sich hier angesiedelt hatten                                                                                           | 18. Jahrhundert                   | Bereits 1559 wurde der Straßenname erstmals erwähnt, aber erst im 18. Jahrhundert offiziell übernommen. | Holländischer Brook                               |
| Hongkongstraße (Lage)              | H842               | 0260                   | Hongkong, Hafenstadt in China | 2006                              | | Hongkongstraße                                    |
| Hübenerkai (Lage)                  | H660               | 0300                   | Hermann Albert Hübener (1804–1876), Kaufmann und Senator | 1877                              | | Hübenerkai                                        |
| Hübenerstraße (Lage)               | H661               | 0215                   | in Anlehnung an den Hübenerkai | 1893                              | | Hübenerstraße                                     |
| Jungfernbrücke (Lage)              | –                  | 0020 (im Stadtteil)    | nach dem „Kleinen Jungfernstieg“, der vor dem Bau der Speicherstadt den Neuen Wandrahm mit dem Holländischen Brook verband                                      | 1888                              | überquert den Zollkanal, nördlicher Teil in Hamburg-Altstadt | Jungfernbrücke                                    |
| Kaiserhöft (Lage)                  | K022               | 0                      | in Anlehnung an den Kaiserkai | 1888                              | | Kaiserhöft                                        |
| Kaiserkai (Lage)                   | K023               | 0450                   | Wilhelm I. (1797–1888), erster deutscher Kaiser | 1871                              | | Kaiserkai                                         |
| Kannengießerbrücke (Lage)          | –                  | 00725                  | in Anlehnung an den Kannengießerort | 1886                              | überquert das Kleine Fleet und verbindet die Straßen Brook und Neuer Wandrahm | Kannengießerbrücke                                |
| Kannengießerort (Lage)             | K058               | 0070                   | nach dem damaligen Wohnsitz der Kannengießer | 1890                              | 1682 erstmals erwähnt, wurde die Straße 1684 durch ein Feuer zerstört. | Kannengießerort                                   |
| Kannengießerortbrücke (Lage)       | –                  | 0020                   | in Anlehnung an den Kannengießerort | 1891                              | überquert im Zuge des Kannengießerorts die Mündung des Wandrahmfleets in das Kleine Fleet | Kannengießerortbrücke                             |
| Kaohsiungbrücke (Lage)             | K                  | 0030                   | Kaohsiung, Stadt in Taiwan, mit der seit 1999 eine Hafenpartnerschaft besteht; die Brücke verbindet den Dar-es-Salaam-Platz mit der Brooktorpromenade           | 2025                              | | Kaohsiungbrücke                                   |
| Kehrwieder (Lage)                  | K121               | 0420                   | nach dem Umstand, dass es sich hier um eine Sackgasse handelte                                                                                                  | 1886                              | | Kehrwieder                                        |
| Kehrwiederspitze (Lage)            | K122               | 0060                   | in Anlehnung an die Straße Kehrwieder | 1886                              | | Kehrwiederspitze                                  |
| Kehrwiedersteg (Lage)              | K123               | 0080                   | in Anlehnung an die Straße Kehrwieder | 1886                              | | Kehrwiedersteg                                    |
| Kibbelsteg (Lage)                  | K146               | 0225                   | nach der früheren Kibbeltwiete (kibbeln = schwatzen) | 1886                              | Fußgängerbrücke | Kibbelsteg                                        |
| Kirchenpauerkai (Lage)             | K188               | 1240                   | Gustav Heinrich Kirchenpauer (1808–1887), Jurist und Erster Bürgermeister von Hamburg                                                                           | 1888                              | | Kirchenpauerkai                                   |
| Kirchenpauerstraße (Lage)          | K189               | 1080                   | in Anlehnung an den Kirchenpauerkai | 1927                              | | Kirchenpauerstraße                                |
| Kleine Wandrahmsbrücke (Lage)      | –                  | 0015                   | in Anlehnung an die Straße Alter Wandrahm | 1887                              | überquert im Zuge des Alten Wandrahms eine namenlose Verbindung zwischen dem Zollkanal und dem Wandrahmsfleet | Kleine Wandrahmsbrücke                            |
| Kobestraße (Lage)                  | K641               | 0080                   | Kobe, Hafenstadt in Japan | 2013                              | | Kobestraße                                        |
| Koreastraße (Lage)                 | K635               | 0170                   | Korea, Land in Ostasien | 2006                              | | Koreastraße                                       |
| Kornhausbrücke (Lage)              | K595               | 0020 (im Stadtteil)    | nach dem dort zwischen 1660 und 1871 befindlichen Kornhaus | 1886                              | überquert den Zollkanal, nördlicher Teil in Hamburg-Altstadt | Kornhausbrücke                                    |
| León-Brücke (Lage)                 | L397               | 0065                   | León, Stadt in Nicaragua, Partnerstadt von Hamburg | 2011                              | Fußgängerbrücke; vor 2011: Museumsbrücke | León-Brücke                                       |
| Liselotte-von-Rantzau-Platz (Lage) | L401               | 0065 × 20              | Liselotte von Rantzau-Essberger (1918–1993), Reederin | 2013                              | Zurzeit noch in der Entstehung. (Stand April 2024) |                                                   |
| Lola-Rogge-Platz (Lage)            | L399               | 0095 × 40              | Lola Rogge (1908–1990), Tänzerin und Choreografin | 2013                              | | Lola-Rogge-Platz                                  |
| Lucy-Borchardt-Straße (Lage)       | L400               | 0335                   | Lucy Borchard (1877–1969), Reederin | 2013                              | zurzeit noch in der Entstehung (Stand April 2024) |                                                   |
| Magdeburger Brücke (Lage)          | M450               | 0080                   | nach Lage und Funktion über den Magdeburger Hafen führend | 2013                              | Teil der Überseeallee | Magdeburger Brücke                                |
| Magellan-Terrassen (Lage)          | M436               | 0095 × 85 × 75 × 40    | Ferdinand Magellan (* vor 1485; † 1521), Seefahrer | 2005                              | | Magellan-Terrassen                                |
| Mahatma-Gandhi-Brücke (Lage)       | M447               | 0075                   | Mahatma Gandhi (1869–1948), Rechtsanwalt, Widerstandskämpfer und Pazifist                                                                                       | 2011                              | | Mahatma-Gandhi-Brücke                             |
| Marco-Polo-Terrassen (Lage)        | M437               | 0115 × 110 × 80 × 45   | Marco Polo (* ca. 1254; † 1324), venezianischer Händler und China-Reisender                                                                                     | 2005                              | | Marco-Polo-Terrassen                              |
| Miamiplatz (Lage)                  | M                  | 0200                   | Miami, Stadt im US-Bundesstaat Florida | 2024                              | | Miamiplatz                                        |
| Neue Elbbrücke (Lage)              | N224               | 0160 (im Stadtteil)    | nach dem Verlauf über die Norderelbe | 1960                              | Teil der Bundesstraßen 4 und 75, südlicher Teil ab Brückenmitte auf der Veddel | Neue Elbbrücke, Blick aus Richtung Süden          |
| Neuer Wandrahm (Lage)              | N065               | 0140                   | nach den hier tätigen Tuchhändlern | 1887                              | Der Straßenname fand bereits Ende des 17. Jahrhunderts Erwähnung; nähere Erläuterungen gibt der Wikipedia-Artikel Wandrahm.                                                                                                | Neuer Wandrahm                                    |
| Neuerwegsbrücke (Lage)             | N223               | 0030                   | nach dem Straßennamen Neuerweg, der dort vor dem Bau der Brücke verlief                                                                                         | 1887                              | überquert das St. Annenfleet und verbindet den St. Annenplatz mit dem St. Annenufer | Neuerwegsbrücke                                   |
| New-Orleans-Straße (Lage)          | N242               | 0185                   | New Orleans, Hafenstadt im US-amerikanischen Bundesstaat Louisiana                                                                                              | 2006                              | | New-Orleans-Straße                                |
| Niederbaumbrücke (Lage)            | N233               | 0030 (im Stadtteil)    | nach dem Niederbaum, einem Durchlass, der den Binnenhafen von der Elbe trennte                                                                                  | 1880                              | nördlicher Teil in der Neustadt | Niederbaumbrücke                                  |
| Oberbaumbrücke (Lage)              | O202               | 0105 (im Stadtteil)    | in Anlehnung an die am Baumwall befindliche Niederbaumbrücke, einem Durchlass, der die Elbe vom damaligen Hafen, dem Binnenhafen, trennte                       | 1963                              | überquert den Oberhafen, nördlicher Teil in Hamburg-Altstadt | Oberbaumbrücke, Blick Richtung HafenCity          |
| Oberhafenbrücke (Lage)             | –                  | 0080 (im Stadtteil)    | nach Lage und Funktion über den Oberhafen führend | 1904                              | Eisenbahn- und Straßenbrücke; nordöstlicher Teil in Hammerbrook | Oberhafenbrücke                                   |
| Osakaallee (Lage)                  | O219               | 0330                   | Osaka, Hafenstadt in Japan, Partnerstadt Hamburgs | 2006                              | | Osakaallee                                        |
| Petersenkai (Lage)                 | P080               | 0280                   | Carl Friedrich Petersen (1809–1892), Jurist und Erster Bürgermeister von Hamburg und dessen Tochter Antonia Petersen (1840–1909), Kunstförderin und Wohltäterin | 1889                              | zusätzliche Widmung seit 2017 | Petersenkai                                       |
| Pickhuben (Lage)                   | P113               | 0155                   | nach den auf dem Brook lagernden Pechvorräten (Pickhuben = Pechhaufen) der Schiffsbauer                                                                         | 1886                              | Beckershaus liefert eine weitere Deutung, nach der sich hier eine Richtstätte befunden haben soll, auf der man den Verurteilten den Kopf kahlschor und ihn dann mit Pech bestrich.                                         | Pickhuben                                         |
| Pickhubenbrücke (Lage)             | –                  | 0025                   | in Anlehnung an die Straße Pickhuben | 1886                              | überquert im Zuge der Straße Pickhuben das Kleine Fleet | Pickhubenbrücke                                   |
| Platz am 10. Längengrad (Lage)     | P268               | 0200 × 200 × 60        | nach der Lage am 10. Längengrad | 2013                              | | Platz am 10. Längengrad                           |
| Platz der Deutschen Einheit (Lage) | P266               | 0055 × 50              | zur Erinnerung an die Wiedervereinigung Deutschlands am 3. Oktober 1990                                                                                         | 2012                              | | Platz der Deutschen Einheit                       |
| Poggenmühle (Lage)                 | P152               | 0200                   | nach einer hier 1555 errichteten Wassermühle | 1907                              | Die Mühle wurde als Walk- und Pochmühle genutzt, im Volksmund setzte sich bald der Name Poggenmühle durch. | Poggenmühle                                       |
| Poggenmühlenbrücke (Lage)          | –                  | 0035                   | in Anlehnung an die Straße Poggenmühle | 1907                              | überquert im Zuge der Straße Poggenmühle die Ausläufer von Wandrahms- und Holländischbrookfleet | Poggenmühlenbrücke                                |
| Rudolf-Augstein-Promenade (Lage)   | E351               | 0300                   | Rudolf Augstein (1923–2002), Journalist und Verleger | 2023                              | Fußweg, seit 2013 Ericuspromenade | Ericuspromenade                                   |
| Sandbrücke (Lage)                  | –                  | 0025                   | in Anlehnung an die Straße Auf dem Sande | 1887                              | überquert im Zuge der Straße Auf dem Sande den Übergang vom Brooks- zum Kehrwiederfleet | Sandbrücke (Hamburg-HafenCity)                    |
| Sandtorhöft (Lage)                 | S050               | 0                      | nach der Lage an der Spitze des Sandtorkais | 1895                              | | Sandtorhöft                                       |
| Sandtorkai (Lage)                  | S051               | 0360                   | nach der Lage am Sandtorhafen | 1865                              | | Sandtorkai                                        |
| Sandtorpark (Lage)                 | S940               | 0070 x 60              | nach der Lage beim Sandtorkai | 2006                              | | Sandtorpark                                       |
| San-Francisco-Straße (Lage)        | S360               | 0360                   | San Francisco, Hafenstadt im US-amerikanischen Bundesstaat Kalifornien                                                                                          | 2006                              | | San-Francisco-Straße                              |
| Shanghaiallee (Lage)               | S943               | 0490                   | Shanghai, Hafenstadt in China und Partnerstadt Hamburgs | 2006                              | | Shanghaiallee                                     |
| Shanghaibrücke (Lage)              | S945               | 0035                   | in Anlehnung an die Shanghaiallee | 2006                              | überquert im Zuge der Shanghaiallee den Brooktorhafen | Shanghaibrücke                                    |
| Singapurstraße (Lage)              | S942               | 0145                   | Singapur, Stadtstaat in Südostasien | 2006                              | | Singapurstraße                                    |
| St. Annenbrücke (Lage)             | –                  | 0025                   | in Anlehnung an die Straße Bei St. Annen | 1881                              | führt im Zuge der Straße Bei St. Annen über das St. Annenfleet | St. Annenbrücke                                   |
| St. Annenplatz (Lage)              | S954               | 0060 × 30              | in Anlehnung an die Straße Bei St. Annen und das St. Annenfleet                                                                                                 | 2013                              | | St. Annenplatz                                    |
| St. Annenufer (Lage)               | S566               | 0100                   | in Anlehnung an die Straße Bei St. Annen | 1890                              | | St. Annenufer                                     |
| Steinschanze (Lage)                | S649               | 0090                   | nach einer dort 1655 erbauten steinernen Feldschanze | 1875                              | | Steinschanze                                      |
| Stockmeyerstraße (Lage)            | S700               | 0370                   | Heinrich Christian Meyer (1797–1848), Industrieller | 1854                              | Den Spitznamen „Stockmeyer“ erhielt Meyer bereits als Kind, als er die in der väterlichen Tischlerwerkstatt hergestellten Spazierstöcke auf der Straße zum Verkauf anbot.                                                  | Stockmeyerstraße                                  |
| Störtebeker Ufer (Lage)            | S953               | 0215                   | Klaus Störtebeker (* um 1360; † 1401), Seeräuber | 2013                              | Am Störtebeker Ufer steht das von Hansjörg Wagner geschaffene Denkmal des Piraten. | Störtebeker Ufer                                  |
| Strandhöft (Lage)                  | S724               | 0                      | nach der Lage an der Spitze des Strandhafens | 1888                              | | Strandhöft                                        |
| Strandkai (Lage)                   | S725               | 0495                   | nach der Lage am Strandhafen | 1877                              | | Strandkai                                         |
| Teerhof (Lage)                     | T037               | 0060                   | nach einem 1611 hier errichteten Teermagazin | 1907                              | Die Straße führte seit dem 18. Jahrhundert den Namen Bei dem Teerhof | Teerhof                                           |
| Tokiostraße (Lage)                 | T235               | 0160                   | Tokio, japanische Haupt- und Hafenstadt | 2006                              | | Tokiostraße                                       |
| Überseeallee (Lage)                | U055               | 0690                   | nach der Lage im Überseequartier | 2006                              | | Überseeallee                                      |
| Überseeboulevard (Lage)            | U056               | 0495                   | nach der Lage im Überseequartier | 2008                              | Fußweg | Überseeboulevard                                  |
| Überseeplatz (Lage)                | U058               | 0120 × 40              | nach der Lage im Überseequartier | 2013                              | | Überseeplatz                                      |
| Vancouverstraße (Lage)             | V152               | 0100                   | Vancouver, Hafenstadt in Kanada | 2013                              | | Vancouverstraße                                   |
| Vasco-da-Gama-Platz (Lage)         | V150               | 0055 × 45              | Vasco da Gama (* um 1469; † 1524), portugiesischer Seefahrer | 2005                              | | Vasco-da-Gama-Platz                               |
| Versmannkai (Lage)                 | V032               | 0965                   | Johannes Versmann (1820–1899), Rechtsanwalt und Erster Bürgermeister von Hamburg                                                                                | 1890                              | | Versmannkai                                       |
| Versmannstraße (Lage)              | V033               | 1120                   | nach der Lage am Versmannkai | 1935                              | | Versmannstraße                                    |
| Wandbereiterbrücke (Lage)          | –                  | 0025                   | nach den hier ansässigen Tuchmachern (Wandbereitern) | 1903                              | überquert im Zuge der Straße Bei St. Annen das Wandrahmsfleet | Wandbereiterbrücke                                |
| Wandrahmsfleetbrücke (Lage)        | –                  | 0015                   | nach Lage und Funktion im Zuge der Dienerreihe über das Wandrahmsfleet führend                                                                                  | 1900                              | | Wandrahmsfleetbrücke                              |
| Wandrahmsteg (Lage)                | –                  | 0030 (im Stadtteil)    | in Anlehnung an die Straßen Alter und Neuer Wandrahm | 1962                              | überquert den Zollkanal, nördlicher Teil in Hamburg-Altstadt | Wandrahmsteg, im Hintergrund mittig das Chilehaus |
| Wilhelminenbrücke (Lage)           | –                  | 0030                   | in Anlehnung an den früheren Wilhelminenplatz | 1976                              | überquert das Kehrwiederfleet | Wilhelminenbrücke                                 |
| Yokohamastraße (Lage)              | Y003               | 0080                   | Yokohama, Hafenstadt in Japan | 2007                              | | Yokohamastraße                                    |
| Zweibrückenstraße (Lage)           | Z060               | 0340                   | nach der Lage zwischen den Norderelbbrücken und der Freihafenelbbrücke                                                                                          | 1893                              | | Zweibrückenstraße                                 |

## Ehemalige Verkehrsflächen
Der Lohseplatz wurde durch Verfügung des Bezirksamts Hamburg-Mitte vom 9. Dezember 2019 aufgehoben. Im Amtlichen Anzeiger Nr. 103 vom 27. Dezember 2019 (S. 1822) erfolgte die Bekanntgabe der Aufhebung.